# Beaverhead County
Beaverhead County är ett administrativt område i delstaten Montana, USA. År 2010 hade countyt 9 246 invånare. Den administrativa huvudorten (county seat) är Dillon.

## Geografi
Enligt United States Census Bureau så har countyt en total area på 14 431 km². 14 354 km² av den arean är land och 78 km² är vatten.

### Angränsande countyn
- Ravalli County, Montana - nordväst
- Deer Lodge County, Montana - nord
- Silver Bow County, Montana - nord
- Madison County, Montana - öst
- Fremont County, Idaho - sydost
- Clark County, Idaho - syd
- Lemhi County, Idaho - väst